# Flughafen Altay

i8
i11
i13
Der Flughafen Altay (chinesisch 阿勒泰雪都机场, IATA-Code: AAT, ICAO-Code: ZWAT) ist der Flughafen der Stadt Altay im Uigurischen Autonomen Gebiet Xinjiang der VR China. Die einzige Fluggesellschaft, die den Flughafen anfliegt, ist China Southern Airlines nach Ürümqi.